# Amanita Design
Amanita Design é uma empresa desenvolvedora de jogos eletrônicos, com sede na Chéquia. Foi fundada em 2003 por Jakub Dvorsky, criador do jogo Samorost, contando mais tarde com a participação do animador Vaclav Blin e outros profissionais.

## Jogos publicados
| Título                 | Ano  | Plataforma                                                                          | Observações |
| ---------------------- | ---- | ----------------------------------------------------------------------------------- | --- |
| Samorost               | 2003 | Browser                                                                             | Jogo artístico do tipo point-and-click |
| Rocketman              | 2004 | Browser                                                                             | Encomendado pela Nike |
| The Quest For The Rest | 2004 | Browser                                                                             | Criado para a banda Polyphonic Spree |
| Samorost 2             | 2005 | Windows, OS X, Linux                                                                | Continuação de Samorost |
| Questionaut            | 2008 | Browser                                                                             | Jogo do tipo point-and-click criado para a BBC |
| Shy Dwarf              | 2009 | Browser                                                                             | Arcade game |
| Machinarium            | 2009 | Windows, iOS, Linux, PS3 (PSN), PS Vita (PSN), iPad 2, Android, BlackBerry PlayBook | Prêmio de melhor estética no Indiecade (International Festival of Independent Games) 2008, prêmio Excellence in Visual Art no Independent Games Festival Awards |
| Osada                  | 2011 | Browser, Windows, OS X, Linux,                                                      | Videoclipe interativo |
| Botanicula             | 2012 | Windows, iOS, Linux, Android                                                        | Prêmio de melhor jogo de aventura no European Games Award 2012                                                                                                  |
| Samorost 3             | 2016 | Windows, iOS, Android                                                               | Terceiro jogo da série |
| Chuchel                | 2018 | Windows, iOS, Android                                                               | Jogo de comédia e aventura |